# Kugelrohr
Kugelrohre (auch Kugelröhren) sind Geräte aus Glas, welche – allgemein gesprochen – im chemischen Laboratorium  benutzt werden, wenn es gilt, unter Luftausschluss Feststoffe oder Flüssigkeiten in Kontakt mit Gasen oder Dämpfen zu bringen; Dämpfe können auch in Kugelrohren kondensiert werden. Glasbläser fertigen Kugelrohre an, indem sie ein punktuell zum Erweichen erhitztes Glasrohr zu einer Kugel aufblasen. Die Kugel kann sich am Ende oder in der Mitte des Glasrohrs befinden. Dieses kann auch zu verschiedenen Formen gebogen werden, z. B. in U-Form.

Kugelrohre (schematisch): Standard-Kugelrohr (links) und U-förmiges Kugelrohr.

## Geschichtliches
Besonders im 19. Jahrhundert waren Kugelrohre in chemischen Laboratorien weit verbreitet. Daher ist der Begriff „Kugelrohr“ noch heute im englischen Sprachraum als Lehnwort geläufig.
Bringt man eine Substanz in ein Kugelrohr, so kann diese im Strom eines Gases erhitzt werden. Reaktionfähige Gase, z. B. Ammoniak, Chlor, Chlorwasserstoff, Sauerstoff, Wasserstoff, können dann mit der Substanz reagieren. Im Strom eines Inertgases (z. B. Argon, Stickstoff) wurden Feststoffe erhitzt und getrocknet; dafür gibt es heute jedoch bessere Geräte. U-förmige Kugelrohre können in kalten Bädern gekühlt werden, so dass sich Flüssigkeit in der Kugel ansammelt.

## Kugelrohr-Destillation
Im organisch-chemischen Laboratorium dienen Kugelrohre zur destillativen Trennung kleiner Mengen von Substanzen mit einem Siedepunkt von weniger als 300 °C. In der Regel wird die Kugelrohr-Destillation im Vakuum durchgeführt, um einen geringeren Siedepunkt zu erreichen. Destillationen im Kugelrohr sind angebracht, wenn die Substanzmenge zu gering ist, um mit den Geräten zur „einfachen Destillation“ (Kolben, Destillationsbrücke) bewerkstelligt zu werden. In der Regel greift man zum Kugelrohr, wenn man ca. 1 bis 3 ml Substanz destillieren möchte, doch können auch Substanzmengen unter 1 ml destilliert werden. Schon mit ca. 50 bis 100 mg Destillat kann die Konstitution und Struktur der chemischen Verbindung ermittelt werden (NMR-Spektrum, IR-Spektrum, Massenspektrum).
Eine Kugelrohrdestillation eignet sich besonders zur Isolierung von Substanzen aus Fraktionen chromatographischer Trennungen und zur Entfernung leichtflüchtiger Lösungsmittelreste. Viele Synthesen im Forschungslabor werden heute im Maßstab von 10 bis 100 mg durchgeführt; eine Destillation im Kugelrohr ist dann das Ende des Versuchs.
Kugelrohre werden von Glasbläsern in verschiedenen Größen angefertigt; sie bestehen aus mindestens zwei Kugeln. Die zu destillierende Substanz, meistens in einem Solvens gelöst, wird mit einem lang ausgezogenen Trichter oder einer langen Pipette in die Kugel am Ende des Rohres gebracht, wobei die Innenseite des Glasrohrs und der anderen Kugeln nicht benetzt (verunreinigt) werden darf. Alternativ wird bei der Verwendung von modernen Kugelrohr-Apparaturen ein Kugelrohr verwendet, welches aus mehreren mit Normschliff versehenen Glaskugeln besteht. Die Kugeln werden über ein Glasrohr mit Schliff mit der Apparatur verbunden. Die zu destillierende Substanz wird in die Kugel gefüllt, die über einen Normschliff verfügt (Siedekugel). Bevor die Destillation beginnt, wird das (möglichst tiefsiedende) Lösungsmittel, z. B. Diethylether oder Dichlormethan, durch „Anlegen von Vakuum“ unter Drehen des Kugelrohrs entfernt.

Kugelrohr aus einzelnen Kugeln; bestehend aus: Siedekugel (links), Kugel für das Destillat (Mitte) und Glasrohr mit Schliff (rechts).

Zur Destillation positioniert man die Siedekugel in einem „Ofen“,  dessen Temperatur geregelt werden kann. Sobald die Siedetemperatur erreicht ist, fängt man den Dampf in der zweiten, außerhalb des Ofens befindlichen Kugel auf. Diese wird  durch Kontakt mit Wasser, Eis oder Trockeneis gekühlt. Das Kugelrohr muss dabei ständig gedreht werden. Dadurch werden Siedeverzüge vermieden, und das Destillationsgut in der Siedekugel verteilt sich als Film an der Innenwand; so erfolgt die Destillation aus dem dünnen Film unter schonenden Bedingungen. Man kann die Kugelrohr-Destillation unter die sogenannten Kurzweg-Destillationen einordnen.

Prinzip einer Kugelrohr-Destillation

Nach Beendigung der Destillation nimmt man das Kugelrohr aus dem Ofen und lässt es auf Raumtemperatur abkühlen. Mit einer gekrümmten Pipette lässt sich die destillierte Substanz aus der Kugel entnehmen.
Liegt ein Gemisch mehrerer flüchtiger Verbindungen vor, kann bis zu einem gewissen Grade eine ’fraktionierte‘ Destillation erreicht werden, indem man die zweite, mit dem ersten Destillat gefüllte Kugel in den Ofen schiebt und nun die dritte Kugel als „Vorlage“ kühlt. Je nach Zahl der Kugeln kann dieses Spiel wiederholt werden. Die Wirksamkeit der Trennung von Substanzen mit ähnlichen Siedepunkten (Trennleistung) ist jedoch recht gering; anders ausgedrückt: Die Anzahl der theoretischen Böden ist klein.

## Aufbau
Ursprünglich wurden die Kugelrohre beim Destillieren von Hand hin und her gedreht. Später konnten Elektromotoren mit speziellen Getrieben die Drehbewegung übernehmen. Die dazu benötigten Apparaturen wurden in den Werkstätten der Chemischen Institute gebaut.
Allgemein zugänglich wurden Kugelrohr-Apparaturen, nachdem sich Hersteller von Laborgeräten ihrer Entwicklung angenommen hatten.
Eine moderne Kugelrohr-Apparatur hat einen elektrisch beheizten und thermostatisierten Ofen, in dem die erste Kugel mit heißer Luft erwärmt wird. Der Ofen wird durch eine variable Irisblende hinter der „Siedekugel“ abgeschlossen, so dass möglichst wenig Wärme verloren geht. Das Glasrohr steckt über einen Dichtungsring (O-Ring) in einer Kupplung, welche vom geregelten Motor gedreht wird. Ein Schlauch führt zur Vakuumpumpe.
| Moderne Kugelrohr-Apparatur | Moderne Kugelrohr-Apparatur |
| --- | --- |
| (1) Heizofen, (2) Kugelrohr, (3) Motor zum Drehen des Kugelrohrs, (4) Vakuumanschluss, (5) Schubstange zur Regulierung des Abstands zwischen Motor und Heizofen, (6) Kühlmittelbehälter (höhenverstellbar), (7) Gelenk zum Schwenken der Apparatur, (8) Steuereinheit. | (1) Heizrohr (Ofen) (2) Behälter (Kugel) für die zu destillierende Substanz (3) Kühler mit Eis (4) Elektromotor zum Drehen der Kugeln und des Vakuumauslasses. Bei der Destillation wird der Ofen bzw. das Kugelrohr waagrecht gestellt. |

Gekühlt wird das Destillat entweder mit Luft, Eis oder Trockeneis.

## Weitere Verwendung
Ein Kugelrohr-Ofen kann weiterhin zum Trocknen von Feststoffen, zur Sublimation oder zum Entfernen von Lösungsmitteln oder deren Reste im Vakuum dienen.